# Аполо 17
Аполо 17 била је последња мисија из америчког Аполо програма за истраживање Месеца. Летелица је лансирана 7. децембра 1972. године са трочланом посадом: командер Џин Сернан, пилот командног модула Роналд Еванс и пилот лунарног модула Харисон Шмит. Ова мисија је представљала последње коришћење Аполо хардвера у своју оригиналну сврху-слетање на Земљин једини природни сателит.
Ракета која је носила летелицу била је Saturn V, она која је носила и остале Аполо летелице у свемир. Астронаути су на Месецу остали 3 дана и са собом носили треће америчко лунарно возило. Командер Еванс је у току мисије остао у Месечевој орбити у командном модулу. Друга два астронаута, Шмит и Сернан на Месецу су обавили разне тестове, три шетње по површини и покупили су узорке Месечевог тла. На Земљу су се вратили 19. децембра после 12 дана проведених у свемиру.
Аполо 17 оборио је рекорде претходних летова. Најдуже су остали на Месецу, вратили на Земљу највише узорака, прешли рекордни број километара, и најдуже остали у Месечевој орбити. После Аполоа 17, ниједна људска посада није напустила ниску Земљину орбиту.

## Посада
- командант ― Џин Сернан (Eugene A. Cernan)
- пилот командног модула ― Роналд Еванс (Ronald E. Evans)
- пилот лунарног модула ― Харисон Шмит (Harrison H. Schmitt)

## Мисија

### Лансирање
Аполо 17 је лансиран 7. децембра 1972. године из свемирског центра Кенеди. Ово лансирање је било прво у историји које се десило ноћу, и последње са људском посадом.
Преко 500 000 људи је гледало лансирање, без обзира што је било у касним сатима. Посматрачи 800 km далеко су могли да виде лансирање, у Мајамију и Флориди.
Дана 11. децембра летелица је ушла у Месечеву орбиту и посада је почела припреме за спуштање.

### Слетање
Након одвајања лунарног од командног модула, два члана посаде, Кернан и Шмит почели су да се спуштају на Месечево тло.
Слетели су у долину Taurus-Littrow у мору кише 11. децембра у 2:55 поподне по источном времену. Убрзо су почеле припреме за прву шетњу по Месецу.

### На површини Месеца
Прва шетња по Месецу почела је пар сати након слетања, у 6:55 поподне по источном времену 11. децембра а трајала 7 сати и 12 минута након чега су се астронаути вратили у лунарни модул. Први задатак био је да се лунарно возило доведе на површину. Током прве шетње прикупљено је 14 килограма стена и прашине са површине.
Друга шетња почела је у 6:28 поподне по источном времену, 12. децембра. Трајала је 7 сати и 37 минута. Прикупљено је 34 килограма узорака са различитих локација, постављено је 3 експлозива и седам пута је измерена Месечева сила привлачења помоћу гравиметра.
Трећа шетња, и последња, била је одрађена 13. децембра у 5:26 поподне по источном времену. Покупљено је 66 килограма узорака лунарног тла и прашине и 9 мерења гравиметром. Астронаути су се затим одвезли североисточно од места слетања и испитали кратер Van Serg. Последња шетња трајала је 7 сати и 15 минута након чега су се астронаути вратили у лунарни модул и почели припреме за одлазак.

### Повратак
Командни модул се са лунарним спојио 14. децембра у 5:55 поподне по источном времену. Астронаут Роналд Еванс је провео 1 сат и 7 минута у међупланетарном простору док је узимао искоришћене филмске траке са спољашњих камера на летелици. Ка Земљи, астронаути су кренули само у командном модулу 19. децембра и слетели у Пацифик у 2:25 поподне, 6.4 km даље од брода који је требало да их доведе назад на обалу.

## Инструменти
- гравиметар
- радиометар
- ровер
- камере
- бушилице

и други